# 丸子氏
丸子氏（まりこし、まるこし、わにこし）は、日本の氏族の一つ。大伴氏流と桓武平氏良文流などがある。

## 大伴氏流

### 概要
姓（かばね）は連（丸子連、丸子部）。陸奥国・紀伊国・信濃国・相模国などに点在する。大伴氏の支族であり、大伴武日の子である阿古連を祖とする陸奥国の丸子部や、大伴糠手子の子である大伴頬垂を祖とする上総国の丸子連、同じく糠手の子の加爾古連を祖とする紀伊国の仲丸子連などが存在する。
なお、尾張氏や物部氏と同じ高倉下の末裔という伝承もある。

### 人物
- 丸子大歳（万葉集の歌人、郷長？）
- 丸子多麿（丸子多麻呂とも、万葉集の歌人）
- 義真（天台宗の僧）
- 丸子公景（相模国大領、平姓鎌倉氏外祖（娘が鎌倉章名の妻になったとされる））

## 桓武平氏良文流
桓武平氏良文流。丸子家重を祖とする。「畠山系図」によれば、父は江戸重長。丸子三郎、江戸三郎を称した。「中興系図」によれば、本国は武蔵国荏原郡。畠山三郎家重が丸子氏を称した。